# Nortia fuscata
Nortia fuscata là một loài bọ cánh cứng trong họ Cerambycidae.